# فوكس بلازا (سان فرانسيسكو)
فوكس بلازا (بالإنجليزية: Fox Plaza)‏ هو مبنًى مكونٌ من 29 طابقًا يقع في ماركت ستريت [الإنجليزية] 1390 ضمن مركز سيفيك [الإنجليزية] في سان فرانسيسكو. كان قد بنيَّ عام 1966، ويبلغ ارتفاعه 354 قدم (108 م) في موقع مسرح فوكس [الإنجليزية] التاريخي السابق، والذي كان قد افتُتح في يونيو/حزيران 1929 وهدم عام 1963.
يتكون أول 12 طابق من مساحاتٍ مكتبية. كما على عكس العديد من المباني الأخرى، يحتوي فوكس بلازا على طابق يحمل الرقم 13، وهو طابق خدمة لم يؤجر سابقًا، كما يحتوي الطابق الرابع عشر على مرافق لغسيل الملابس بالإضافة إلى الشقق، في حين أنَّ الطوابق من 15 إلى 29 هي شققٌ للإيجار حصريًا. يحتوي الطابق الأرضي على صالة للألعاب الرياضية للمقيمين.
يوجد ركن بيع بالتجزئة، إضافةً إلى صالة ألعاب رياضية للواقع الافتراضي ومكاتب وستاربكس ومكتب بريد أمريكي. كان الموقع يضم في السابق اتحادًا ائتمانيًا. الملاك الحاليون للمباني هم في مرحلة التخطيط المبكر والسماح لهدم متاجر التجزئة واستبدالها بمبنى 120 قدم (37 م) يحتوي على وحداتٍ سكنية.